# Karl Rödel
Karl Rödel (* 15. November 1907 in Neu-Isenburg; † 15. Februar 1982 in Mannheim) war ein deutscher Maler und Lithograf.

## Leben
Nach einer Brandkatastrophe, bei der seine Mutter ums Leben kam, zog Rödel im Alter von zehn Jahren mit seinem Vater und seinen fünf Brüdern nach Wörmlitz bei Halle an der Saale. Er tat es seinem Vater, einem Schreiner und Kunsthandwerker, gleich und begann ab 1922 eine Handwerkslehre in Halle. So kamen auch seine ersten Berührungen mit der Kunstgewerbeschule auf der Burg Giebichenstein zustande. 1929 erhielt er einen Studienplatz an dieser Schule, lernte fortan bei Künstlern wie Charles Crodel, Gerhard Marcks und Herbert Post. Von 1933 bis 1934 besuchte er dann die Akademie zu Leipzig und wurde anschließend vom Provinzialkonservator H. Giesau als freier Mitarbeiter in dessen Werkstatt aufgenommen. Dort erhielt er eine Ausbildung zum Restaurator. Es folgten Reisen nach Italien (1934) und England (1937). Ab 1939 arbeitete er als Restaurator im Schloss Museum Berlin.
Im Jahr 1942 zog Rödel nach Berlin-Steglitz und richtete sich dort eine Atelierwohnung ein. Anschließend diente er bis 1945 im Zweiten Weltkrieg, 1944 Aufenthalt in Kopenhagen, 1945 Kriegsgefangenschaft. Während seiner Abwesenheit wurde im Jahr 1944 das Berliner Atelier und somit sämtliche seiner Werke und eine kleine Kunstsammlung zerstört.
Nach seiner Heimkehr 1945 arbeitete Rödel zunächst in der Werkstatt des Landeskonservators. 1946 Freundschaft mit Hermann und Gisela Bachmann, Waldemar Grzimek und Fritz Baust. U.a. war er 1946 auf der Allgemeinen Deutschen Kunstausstellung und 1949 auf der 2. Deutschen Kunstausstellung in Dresden und 1947 auf der Ausstellung „Malerei der Gegenwart“ im Museum der bildenden Künste Leipzig vertreten. 1948 (mit Carl Crodel, Kurt Bunge und Otto Müller) und 1951 hatte er Ausstellungen in der renommierten Galerie Henning in Halle.
Ab 1947 leitete er fünf Jahre lang die Klasse für Lithografie an der Kunstschule Burg Giebichenstein. 1952 siedelte er nach Mannheim über, wo er ein Jahr später mit städtischer Hilfe die Kunstschule für Malerei und Grafik Mannheim gründete und erstmals Willi Baumeister begegnete. Es folgen weitere Reisen, unter anderem 1957 nach Paris, wo er Nina Kandinsky besuchte und 1957 in die Niederlande. 1960 reiste er nach Italien, Spanien, Portugal und Afrika mit Besuchen von Pablo Picasso und Marc Chagall. Nach seiner Rückkehr nahm er 1961 einen Lehrauftrag am Institut für Kunsterziehung in Saarbrücken an. Karl Rödel starb 1982 in Mannheim.
Vor der Neu-Isenburger Hugenottenhalle wurde 1979 die Skulptur eines stilisierten schwarzen Stiers aufgestellt, die Rödel geschaffen hatte.

## Werke (Auswahl)

### Baugebundene Werke (Auswahl)
- Altarbild im Stil der Halleschen Schule in der Friedenskirche (Mannheim)
- Kirchenfenster der St.-Theresia-Kirche (Mannheim)
- Kirchenfenster der Unionskirche (Mannheim)
- Kirchenfenster der St. Antonius (Mannheim)

### Malerei (Auswahl)
- Blumen mit Akt (Tafelbild, Öl; 1947 ausgestellt auf der Ausstellung „Malerei der Gegenwart“)[6]
- Mein Bruder (Aquarell; ausgestellt 1948 in der Galerie Henning)[7]
- Atelierstrauß (Tafelbild, Öl; ausgestellt 1948 in der Galerie Henning)[7]